# Lijst van beschermd erfgoed in Quévy
Onderstaande tabel geeft een overzicht van de beschermde erfgoederen in de gemeente Quévy. Het beschermd erfgoed maakt onderdeel uit van het cultureel erfgoed in België.
| Object | Bouwjaar/architect | Deelgemeente | Adres | Coördinaten                   | Nummer?                | Afbeelding                     |
| --- | ------------------ | ------------ | ----- | ----------------------------- | ---------------------- | ------------------------------ |
| Kerk Saint-Géry, te Blaregnies                                                                               |                    |              |       | 50° 21' 24" NB, 3° 53' 53" OL | 53084-CLT-0004-01 Info | Kerk Saint-Géry, te Blaregnies |
| Kerk Saint-Martin te Bougnies                                                                                |                    |              |       | 50° 23' 14" NB, 3° 56' 28" OL | 53084-CLT-0005-01 Info | Kerk Saint-Martin te Bougnies  |
| Kerk Saint-Martin te Givry                                                                                   |                    |              |       | 50° 22' 48" NB, 4° 1' 46" OL  | 53084-CLT-0008-01 Info | Kerk Saint-Martin te Givry     |
| De gevels en daken van de boerderij aan de rue Malplaquet n°20 te Quevy                                      |                    |              |       | 50° 20' 20" NB, 3° 54' 4" OL  | 53084-CLT-0010-01 Info |                                |
| De schuur gelegen op de hoek van de rue de l'Abreuvoir n° 2 en de la rue de Villers te Havay                 |                    |              |       | 50° 21' 45" NB, 3° 59' 10" OL | 53084-CLT-0011-01 Info |                                |
| De schuur naast de schuur gelegen op de hoek van de rue de l'Abreuvoir n° 2 en de la rue de Villers te Havay |                    |              |       | 50° 21' 45" NB, 3° 59' 9" OL  | 53084-CLT-0012-01 Info |                                |